# Роман об Энее
«Роман об Энее» (Roman d'Enéas) — анонимный рыцарский роман XII века (написан около 1160 г.).

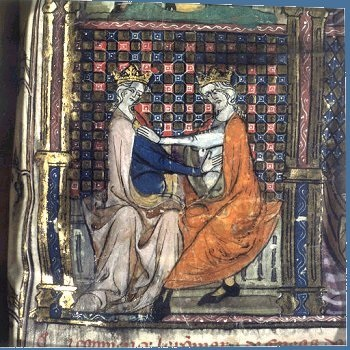
Миниатюра из рукописи «Романа об Энее», конец XIV века

Автор «Энея», как установили исследователи по данным языка и стиля, — какой-то нормандский клирик, по-видимому, связанный с окружением Генриха II Плантагенета и Альеноры Аквитанской, — подробно и в достаточной мере точно пересказал французскими восьмисложниками содержание «Энеиды» Вергилия.
Автор романа следует за оригиналом относительно послушно (он вводит небольшой пролог, излагающий историю Троянской войны, опускает содержание книги III Вергилия, меняет местами некоторые второстепенные эпизоды и т. д.). Степень «медиевизации» излагаемого материала в «Энее» значительно меньше, чем в других романах на античные сюжеты. Квазиисторический сюжет сменяется здесь приключенческим (но еще не «авантюрным») и любовным. Вот почему большинство исследователей связывают с «Энеем» поворотный момент в развитии французского рыцарского романа. Это перевод «Энеиды» на язык овидиева «Искусства любви». Как раз в это время, во второй половине XII в., в Северной Франции заметно усиливается интерес к Овидию, поэмы которого оказали воздействие на формирование теорий любви, сложившихся на Севере. (На Юге, у трубадуров такого решающего воздействия Овидия не было. Воздействие Овидия поддерживалось на Севере более устойчивой школьной традицией — поэтому, как ни странно, учёный клирик был более подготовлен к восприятию Овидия, чем поэт-трубадур.)
В изображении любовных переживаний автор «Энея» более целеустремлён, чем Вас и другие его предшественники. Первый любовный эпизод книги — роковая страсть Дидоны к Энею, приводящая молодую женщину к гибели, — восходит к Вергилию. Второй — счастливая любовь Энея и Лавинии — античным поэтом был лишь едва намечен. И именно этот эпизод разработан наиболее подробно.
Эта книга обозначила конец старой романной традиции, использовавшей исключительно сюжеты античной литературы. «Роман о Трое» и созданный почти одновременно с ним «Эней» были последними произведениями, где легендарное прошлое было так или иначе соотнесено с современностью, причём в «Энее», с его интересом, заметно переместившимся в область любовных отношений, и сконцентрированностью вокруг судьбы одного героя, наметился переход к любовному роману.